# Anisozeuxis bifurcata
Anisozeuxis bifurcata là một loài bướm đêm trong họ Noctuidae.